# ماریا ووکچویچ
ماریا ووکچویچ (انگلیسی: Marija Vukčević؛ زادهٔ ۲۶ آوریل ۱۹۸۶) بازیکن فوتبال اهل مونته‌نگرو است.

وی همچنین در تیم‌های ملی فوتبال Serbia women's national football team و زنان مونته‌نگرو بازی کرده‌است.